# De Pol (Drenthe)
De Pol is een buurtschap in de gemeente Noordenveld, in de Nederlandse provincie Drenthe. Het is gelegen aan de oostkant van Peize. Een deel van de buurtschap valt ook binnen en de kom van Peize zelf. Het maakte tot de gemeentelijke herindeling van Drenthe dan ook deel uit van de gemeente Peize. Soms wordt de buurtschap ook wel Peizerpol genoemd.
Ten westen van De Pol is buurtschap De Streek gelegen. De Pol zelf ligt aan de doorgaande weg van Peize naar het oostelijker gelegen Winde, Bunne, Donderen en Vries. Midden op De Pol sluit de weg naar het noordelijker gelegen Eelde en Paterswolde aan. De naam van deze weg, De Horst, geeft al aan dat het over een (iets) hogere zandrug voert.
Ondanks de uitbreiding van het dorp Peize, in de vorm van de wijken Kortland en Kymmelsplan, waardoor deels binnen de kom is komen te liggen van het dorp kent de buurtschap nog een eigen identiteit, die ook in stand wordt gehouden door een actief gemeenschapsleven.

## Geschiedenis
De eerste vermelding van de plaats is in 1181. In de 15e eeuw kwam de spelling De Polle voor. De wegen De Horst en De Pol zijn eeuwenoude verbindingswegen. Op de hoek van deze beide wegen stond een tolhuis die ten tijde van opheffing in 1959 de laatste actieve tol in Drenthe was.
Aan De Pol stond een van de drie openbare lagere scholen van de oude gemeente Peize. De andere twee stonden in het centrum van Peize en in Altena. Na de opheffing van de school is het gebouw een woonhuis/atelier geworden. De buurtschap telt zo'n 200 inwoners en had tot in de twintigste eeuw drie kroegen. Hiervan is nog een over.
Hoofdplaats: Roden

Overige plaatsen: Allardsoog (deels) · Altena · Alteveer · Amerika · Boerlaan · Een · Een-West · De Streek · Foxwolde · Huis ter Heide · Klunderveen · Langelo · Lieveren · Leutingewolde · Matsloot · Nietap · Nieuw-Roden · Norg · Norgervaart (deels) · Oostindië (deels) · Peest · Peize · Peizermade · Peizerwold · De Pol · Roderesch · Roderwolde · Sandebuur · Steenbergen · Terheijl · Veenhuizen · Westervelde · Zuidvelde

Drenthe: Steden en dorpen      Nederland: Provincies · Gemeenten